# Dubrowinka (przystanek kolejowy)
Dubrowinka (ros. Дубровинка) – przystanek kolejowy w miejscowości Smoleńsk, w obwodzie smoleńskim, w Rosji. Leży na linii Moskwa - Mińsk - Brześć.